# Hilde Krahwinkel Sperling
Hildegard "Hilde" Krahwinkel Sperling (Essen, Alemania 26 de marzo, de 1908-7 de marzo de 1981 en Helsingborg, Suecia) fue una jugadora de tenis alemana, aunque se nacionalizó danesa tras casarse con Svend Sperling en 1933.  Está considerada como la segunda mejor jugadora alemana de la historia por detrás de  Steffi Graf. Helen Jacobs escribió en una ocasión que Sperling era la tercera mejor jugadora con la que se había enfrentado tras Helen Wills Moody y Suzanne Lenglen.

## Carrera
Según Arthur Wallis Myers periodista del The Daily Telegraph y del Daily Mail, Sperling estuvo situada entre las diez mejores jugadoras del mundo entre los años 1930 y 1939, logrando su mejor clasificación (número 2) en 1939. Aunque según Ned Potter de la revista American Lawn Tennis , Sperling llegó al número 1 en 1936.
Entre 1935 y 1937, Sperling ganó tres Roland Garros consecutivos. Es una de las cuatro jugadoras que lo han logrado a lo largo de la historia junto a Moody (1928-1930), Monica Seles (1990-1992), y Justine Henin (2005-2007).
Entre 1935 y 1939 sólo perdió un partido sobre tierra batida, contra Simonne Mathieu en el torneo de Beaulieu, Francia en 1937. El resultado fue de 7–5, 6–1, y el partido duró 2 horas y 45 minutos. Fue la única victoria de Mathieu en veinte enfrentamientos.
Sperling llegó a la final del torneo de Wimbledon en dos ocasiones pero nunca logró el título.  En 1931 cayó derrotada ante su compatriota Cilly Aussem y en 1936 perdió ante Jacobs. Donde si logró el título fue en la modalidad de dobles mixtos junto a Gottfried von Cramm.
Entre 1933 y 1939, Sperling ganó seis veces seguidas el Torneo de Berlín (el torneo no se disputó en 1936 por coincidir con los Juegos olímpicos). Este récord perduró durante 50 años hasta que Graf amplió el número de victorias a 9.

## Grand Slam record
- Roland Garros
  - Campeona individual: 1935, 1936, 1937
  - Finalista en dobles femeninos: 1935 (con Ida Adamoff)

- Wimbledon
  - Finalista en individual femenino: 1931, 1936
  - Finalista en dobles femeninos: 1935 (con Simonne Mathieu)
  - Campeona dobles mixtos: 1933 (con Gottfried von Cramm)
  - Finalista dobles mixtos: 1930 (con Daniel Prenn)

## Finales de Grand Slam

### Victorias (3)
| Año  | Campeonato        | Rival en la final | Resultado |
| 1935 | Roland Garros     | Simonne Mathieu   | 6–2, 6–1  |
| 1936 | Roland Garros (2) | Simonne Mathieu   | 6–3, 6–4  |
| 1937 | Roland Garros (3) | Simonne Mathieu   | 6–2, 6–4  |

### Subcampeonatos (2)
| Año  | Campeonato | Rival en la final | Resultado     |
| 1931 | Wimbledon  | Cilly Aussem      | 6–2, 7–5      |
| 1936 | Wimbledon  | Helen Hull Jacobs | 6–2, 4–6, 7–5 |

## Resultados en torneos de Grand Slam
| Tournament                | 1929  | 1930  | 1931  | 1932  | 1933  | 1934  | 1935  | 1936  | 1937  | 1938  | 1939  | Resultados |
| ------------------------- | ----- | ----- | ----- | ----- | ----- | ----- | ----- | ----- | ----- | ----- | ----- | ---------- |
| Abierto de Australia      | A     | A     | A     | A     | A     | A     | A     | A     | A     | A     | A     | 0 / 0      |
| Roland Garros             | 2R    | 3R    | SF    | SF    | 2R    | A     | G     | G     | G     | A     | A     | 3 / 8      |
| Wimbledon                 | A     | 2R    | F     | QF    | SF    | 4R    | SF    | F     | QF    | SF    | SF    | 0 / 10     |
| Abierto de Estados Unidos | A     | A     | A     | A     | A     | A     | A     | A     | A     | A     | A     | 0 / 0      |
| SR                        | 0 / 1 | 0 / 2 | 0 / 2 | 0 / 2 | 0 / 2 | 0 / 1 | 1 / 2 | 1 / 2 | 1 / 2 | 0 / 1 | 0 / 1 | 3 / 18     |

A = no participó en el torneo
SR = relación entre los torneos jugados y los torneos ganados